# Viver de Can Mollet
El Viver de Can Mollet és una obra de Serinyà (Pla de l'Estany) inclosa a l'Inventari del Patrimoni Arquitectònic de Catalunya.

## Descripció
El Viver té unes dimensions de 10 x 10 metres. Hi ha una pedra gravada a la bassa del viver que posa "Jaume Serra me fesit dia 4 agost 1828". En una part del mateix viver es conserva encara el safareig on s'hi rentava la roba. Amb l'ajut d'una sínia es feia pujar l'aigua fins a un aqüeducte, conegut popularment com La Volta d'en Gasparic (antic meneró de Can Ferrer de Les Torres, mas del segle XV). L'aqüeducte està construït formant tres arcades grans de 7 metres de llum cada una i tres de petites de 2 metres. Altres parts:
El pont de can Mollet és Petit aqüeducte que també era utilitzat pels vianants, portava aigua a l'hort del rector.I les canalitzacions de Travertí són petits canals fets de travertí que reparteixen les aigües del Serinyadell pels diferents horts, formant una xarxa. Condueixen les aigües de les mines, passant pel viver de Can Mollet fins al molí del mateix nom. Una segona canalització comença a la resclosa del Vilar i retorna al riu a nivell del pont de Can Fidel.